# Кікбоксинг
Кікбо́ксинг (англ. kickboxing) — вид єдиноборства, в якому сполучаються техніка і правила боксу з прийомами карате та тайського боксу (удари ногами, підсічки тощо). Це спортивне єдиноборство, що зародилося в 1960-х роках. Історично підрозділяється на американський кікбоксинг (фул-контакт, фул-контакт з лоу-кіком, семі-контакт, лайт-контакт, кік-лайт), японський кікбоксинг (формат К-1) та сольні композиції (музичні форми). У широкому сенсі слова під кікбоксингом іноді розуміють різні ударні єдиноборства, правилами яких дозволені удари руками і ногами з використанням в екіпіровці боксерських рукавичок (тайський бокс, саньда, сават тощо). Однак на сьогоднішній день це слово має лише одне значення: вид спорту, у якому спортсмени змагаються між собою за визначеними організацією кікбоксингу правилами.

## Американський кікбоксинг
Історія кікбоксингу пов'язана зі специфікою розвитку східних єдиноборств у США. Після Другої Світової, Корейської та В'єтнамської війн, до Сполучених Штатів переїхало багато емігрантів з різних країн Азії, які займались та викладали бойові мистецтва, американізувались та прагнули заробити на своїх знаннях та вміннях. Перемога на бійцівському турнірі була найкращою рекламою для будь-якої школи. Однак правила карате, які суттєво обмежують контакт, були незрозумілими представникам інших шкіл єдиноборств. Окрім того, у США популярними були комерційні бої (включаючі постановні), які дозволяли отримати пристойний гонорар представнику будь-якого стилю. Однак двобої з карате були недостатньо видовищними для того, щоб глядачам було цікаво купити квитки на змагання.

### Кікбоксинг1960-хроків
У 1960-му році Ед Паркер, американець гавайського походження, зареєстрував Міжнародну асоціацію Кенпо, яка розвивала стиль, що поєднував окінавське карате, японське дзю-дзюцу та китайське ушу. Ця організація розпочала проводити та популяризувати на території США поєдинки у фул-контакт (повний контакт), які стрімко набули популярності. У 1964 році в Чикаго було проведено перший Чемпіонат світу, однак називали ці двобої з маркетингових міркувань як Full Contact Karate або All Style Karate — у масовій свідомості на той час будь-який бій, що дозволяє удари руками і ногами, асоціювався саме з карате. На той час двобої були напівлегальними: проводити було не заборонено, однак це питання було неврегульовано, тож організатори ризикували отримати позови.
Бенні Уркідес, американський кікбоксер, хореограф та актор бойових мистецтв, в інтерв'ю згадує, що слово «кікбоксинг» у 60-х вже використовувалось у розмовній мові:
|                                           | Чак Норіс з моїми браттями заснували Національну лігу карате і почали їздити по всій Америці. Усі запитували: що за Full Contact Karate? Завдаєте удари ногами та боксуєте? Значить кікбоксинг. |
| — Бенні Уркідес. Історія Богу Кікбоксингу | |

А в 1970 році Джо Льюїс, чемпіон світу з Full Contact Karate у важкій вазі, провів двобій проти Грега Бейнса: це був перший у світі поєдинок, де слово Kickboxing згадувалося на афіші.

### Кікбоксинг1970-хроків
У 1973 році Джо Льюїс та старший віце-президент Universal Studios Том Танненбаум озвучили ідею проводити повністю санкціоновані турніри, де бійці різних стилів зможуть працювати у повний контакт. У 1974 році промоутери Майк Андерсон, Дон та Джуді Куїни розвили ідею, створивши Асоціацію професійного карате PKA (Professional Karate Association).
У травні 1974 року було проведено перший європейський турнір з All Style Karate та перша міжконтинентальна зустріч Європа-США. Заходи були організовані спортивними менеджерами Майклом Андерсоном (від США) та Георгом Брюкнером (Західний Берлін, Німеччина). У них взяли участь 88 спортсменів з чорними поясами. Саме тоді за пропозицією Брюнкера цей формат поєдинків офіційно отримав назву «кікбоксинг».
14 вересня 1974 року було проведено перший Чемпіонат світу PKA в Лос-Анджелесі. Він викликав величезний світовий інтерес та широко висвітлювався телебаченням.
Одночасно відбувався розвиток у Європі: у 1976 році в Європі було створено (процедура реєстрації була завершена 26 лютого 1977 року) першу організацію любительського кікбоксингу — World All-Style Karate Organization (WAKO), яку пізніше перейменували на World Association of Kickboxing Organizations.

### Кікбоксинг1980-хроків
У 1985 році організація PKA відчула серйозні юридичні проблеми. Тому п'ять основних американських промоутерів вирішили створити нову організацію: 16 липня 1986 року народилася Міжнародна асоціація спортивного кікбоксингу (ISKA). Основні титульні бої із найкращими спортсменами транслювались у телевізійній мережі ESPN, що сприяло популяризації організації та виду спорту.
Кікбоксинг цього періоду здобував популярність у світі завдяки кіно, коли відомі спортсмени почали зніматися у бойовиках. Кікбоксери ставали постановниками трюків, каскадерами і акторами, демонструючи на екрані прийоми кікбоксингу. У 1979 році на екрані з'являються Білл «Суперфут» Уоллес («Сила одинака», 1979), Джо Льюїс («Сила п'ятьох», 1981 рік), Дон «Дракон» Уїлсон («Кривавий кулак», 1989 рік). В тому ж 1989 році на екрани виходить фільм «Кікбоксер» за участю Жан-Клод Ван Дамма і Мішеля Кіссі. Всього вийшло п'ять частин цього фільму, в яких також знімався майстер бойових мистецтв Марк Дакаскос.

## Японський кікбоксинг
«Японська» гілка кікбоксингу своїм походженням пов'язана з проникненням до Японії тайського боксу, який, незважаючи на конкуренцію з Кіокушинкай, зміг зайняти досить велику нішу. Фактично, японський кікбоксинг — це дещо змінені правила тайського боксу. Істотними відмінностями є заборона на удари ліктями (вони призводять до розсічень, що шкодить видовищності, оскільки публіка полюбляє «чисті» нокаути, а не постійні зупинки боїв через травми) та інший підхід до підрахунку очок (збалансована оцінка ударів руками і ногами на відміну від тайського боксу, де удари ногами оцінюються вище).
У 1970-ті роки японський кікбоксинг розвивали три основні організації: AJKBA (All-Japan Kick-Boxing Association), WKBA (World Kick-Boxing Association) та ліга «Какутогі». У 1976 році була створена Всесвітня асоціація кікбоксингу (WKA) на чолі з Говардом Гансоном, майстром Сьорін Рю. Незважаючи на те, що ця організація є американською, завдяки чудовим особистим зв'язкам Гансона, WKA досить сильно розвивалась у Японії.
Після того, як в 1981 році ряд японських кікбоксерів виявилися замішаними в зв'язках з організованою злочинністю, японські організації прийшли в занепад, поступившись WKA. З кінця 1980-х років знову стали з'являтися місцеві функціонери кікбоксингу, а в 1993 році з'явилась організація К-1, яка перетворила японський кікбоксинг в одне з найбільш розвинених професійних єдиноборств у світі. К-1 набула популярності в Європі, у першу чергу — в Нідерландах. Як наслідок, ця країна стала одним з центрів світового кікбоксингу.
Видатні представники японського кікбоксингу: Тосіо Фудзівара, Роб Каман, Іван Хіпполіт, Петер Артс, Ернесто Гост, Енді Хуг, Ремі Боньяскі, Масато Кобаясі, Анді Сауер, Мірко Филипович, Буакхау Банчамек, Геворг Петросян.

## Кікбоксинг вУкраїні
У СРСР та в Україні кікбоксинг з'явився наприкінці 80-х та початку 90-х. У 1987 році в місті Київ була започаткована перша школа кікбоксингу та «Всесоюзна Рада кікбоксингу» (ВРК). Першовідкривачами цього виду спорту стали каратист Андрій Чистов та боксер Павло Орел за сприяння дипломата Олега Зіброва. Головою ВКР було обрано Зіброва, головним тренером збірної СРСР — Чистова, а старшим тренером — Орла.
Періодом офіційного визнання кікбоксингу в СРСР вважається 1990 рік, коли Держкомспорт СРСР визнав кікбоксинг видом спорту та включив його до системи фізичного виховання молоді.
Перший чемпіонат України (на той час — УРСР) з кікбоксингу відбувся в Києві восени 1990 року, в ньому взяли участь більш ніж 70 спортсменів, а за його підсумками була створена збірна команда республіки.
Після відновлення Незалежності перша національна федерація кікбоксингу в Україні була зареєстрована 15 березня 1993 року, її президентом став Павло Орел. Однак ще до закінчення процедури юридичної легалізації, на Чемпіонаті світу 1992 року, що проходив у м. Гельсінкі (Фінляндія), кікбоксери вже виступали від незалежної держави та здобули 3 золоті, 2 срібні та 4 бронзові медалі.

## Версії кікбоксингу, визнані в Україні як види спорту
До Реєстру визнаних видів спорту входить декілька версій кікбоксингу. Між ними є невеликі відмінності в правилах, однак головною відмінністю є міжнародна організація, що розвиває даний вид спорту у світі.
- World Association of Kickboxing Organizations (WAKO). В Україні її представляє ВГО «Федерація кікбоксингу України ВАКО»[13].
- International Sport Karate Association (ISKA). Громадська організація «Федерація кікбоксингу України ІСКА» розвиває цей вид спорту на території України[14].
- World Kickboxing Association (WKA). Національна федерація з виду спорту, яка розвиває його в Україні, має назву «Всеукраїнська кікбоксерська асоціація ВКА».
- World Pan Amateur Kick Boxing Association (WPKA). Представник в Україні — «Український Союз Кікбоксингу»[15].
- World Traditional Kickboxing Association (WTKA). Розвивається організацією «Національна Федерація кікбоксингу України WTKA».

## Змагання
В Україні проводяться Чемпіонати Світу та Європи з кікбоксингу різних версій. Найперша подія такого рівня, Чемпіонат Світу з кікбоксингу, пройшла в Києві 25-28 листопада 1995 року. У заході взяли участь понад 600 спортсменів з 50 країн. Україну на ньому представляло понад 30 спортсменів. У 1998 році в Києві відбувся 13-й Чемпіонат Європи з кікбоксингу, де українські спортсмени здобули 5 золотих, 9 срібних та 10 бронзових медалей.
З 1 по 8 травня 2018 року в столиці України пройшов Чемпіонат світу з кікбоксингу за версією ISKA.

### Змагальні дисципліни
Розділи змагальних дисциплін відрізняються в залежності від організації кікбоксингу. Однак у всіх версіях є декілька спільних. Загалом їх розділяють на татамі-дисципліни та рингові. Також кікбоксинг має і демонстраційний розділ, що підвищує видовищність цього виду спорту.

#### Двобої на татамі[18]

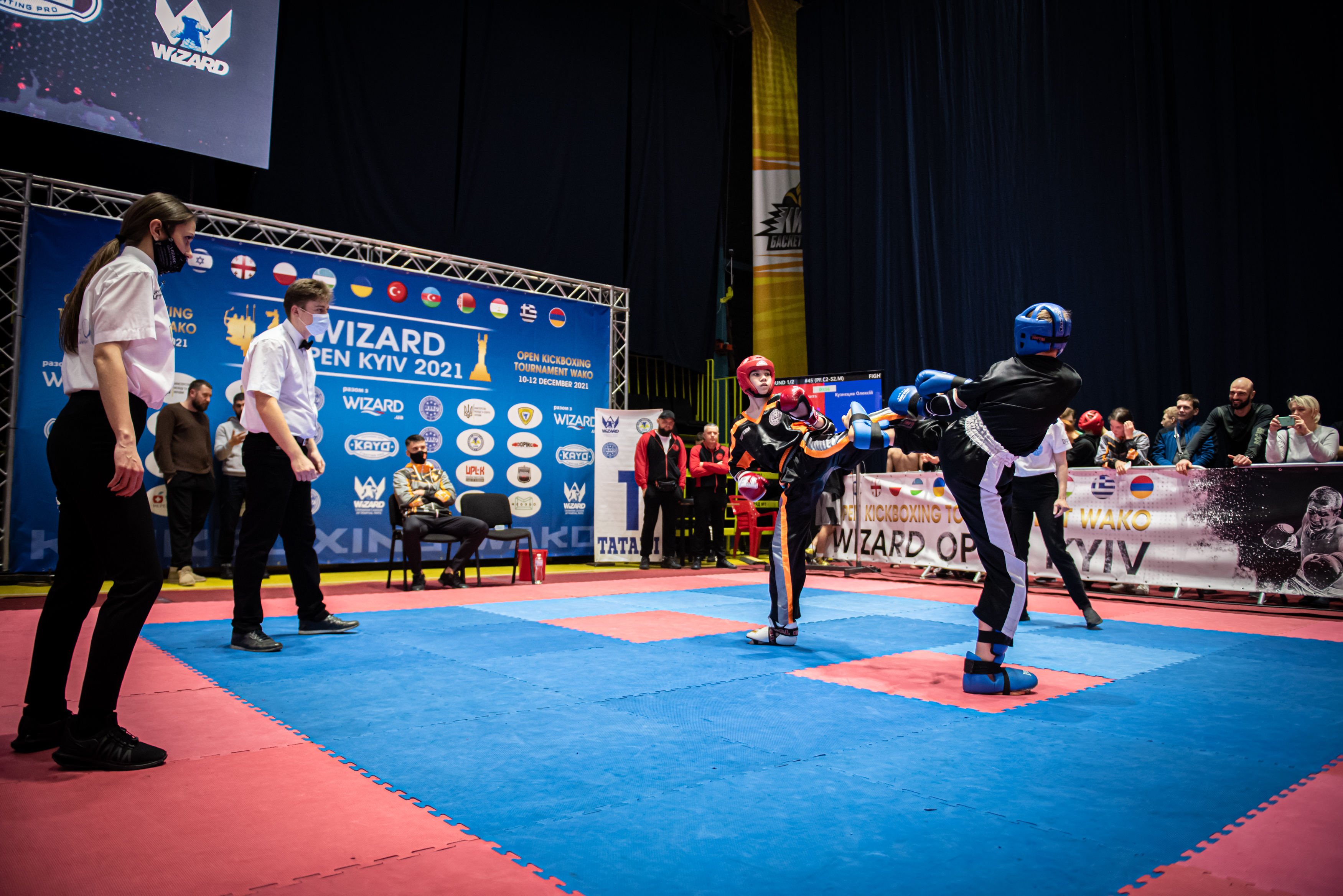
Двобій за правилами розділу Поінт-файтинг (семі-контакт)

- Двобій за правилами розділу Кік-лайтДвобій за правилами розділу Поінт-файтинг (семі-контакт)Поінт-файтинг (семі-контакт). Це контактний розділ, в якому два учасника змагаються з метою набрати якомога більше балів за допомогою швидкості та точності. Після кожного удару ногою чи рукою, що досяг дозволеної зони, центральний рефері призупиняє поєдинок і одночасно з двома іншими суддями показує на пальцях кількість балів, які присудженні тому чи іншому учаснику, вказуючи на нього. Дозволеними є удари в голову (включаючи потилицю), тулуб (окрім спини та зони нижче пояса до кісточки); також дозволено проводити підсічки, завдаючи удари нижче кісточки. Правила поінт-файтингу є звичними для представників карате сьотокан-напрямку та неолімпійських версій тхеквондо.

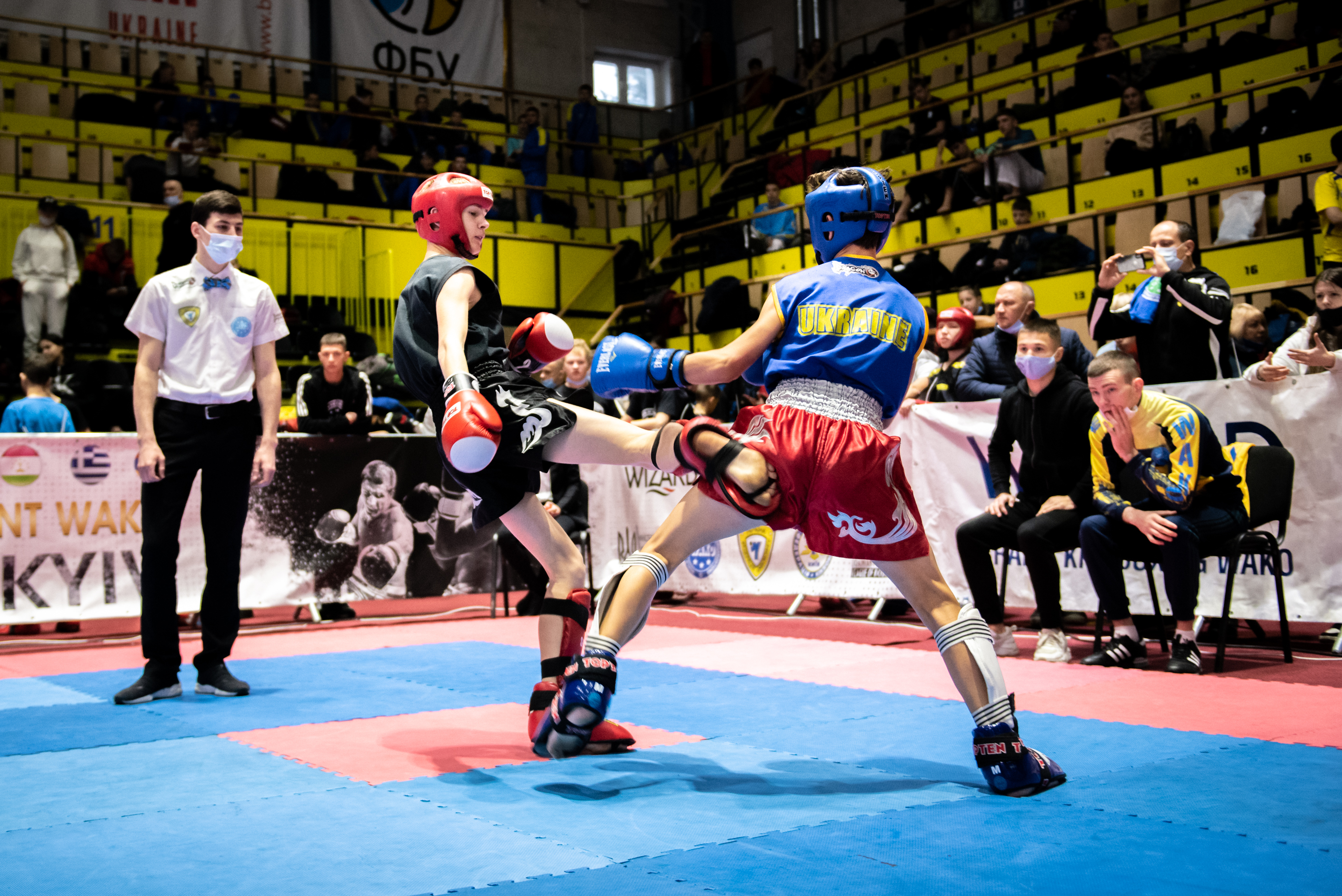
Двобій за правилами розділу Кік-лайт

- Лайт-контакт. Розділ, в якому використовується добре контрольована техніка ударів. Учасники поєдинку продовжують бій без зупинки — до команди рефері СТОП або БРЕЙК. Спортсмени використовують техніку Фул-контакту та Поінт-файтингу, однак кожен наноситься не в повну силу, пріорітетом є швидкість та точність; спортсмен повинен мати можливість в будь-який момент повернути ногу або руку в початкову позицію. Бій ведеться за часом. Центральний рефері не судить учасників, а лише стежить за дотриманням ними правил, виносить зауваження та попередження. Три бокових судді присуджують бали на суддівських записках або за допомогою електронної системи. Дозволена зона майже така ж сама, як і у розділі поінт-файтинг, однак заборонені удари у потилицю. Правила лайт-контакту дуже схожі з неолімпійськими напрямками тхеквондо.

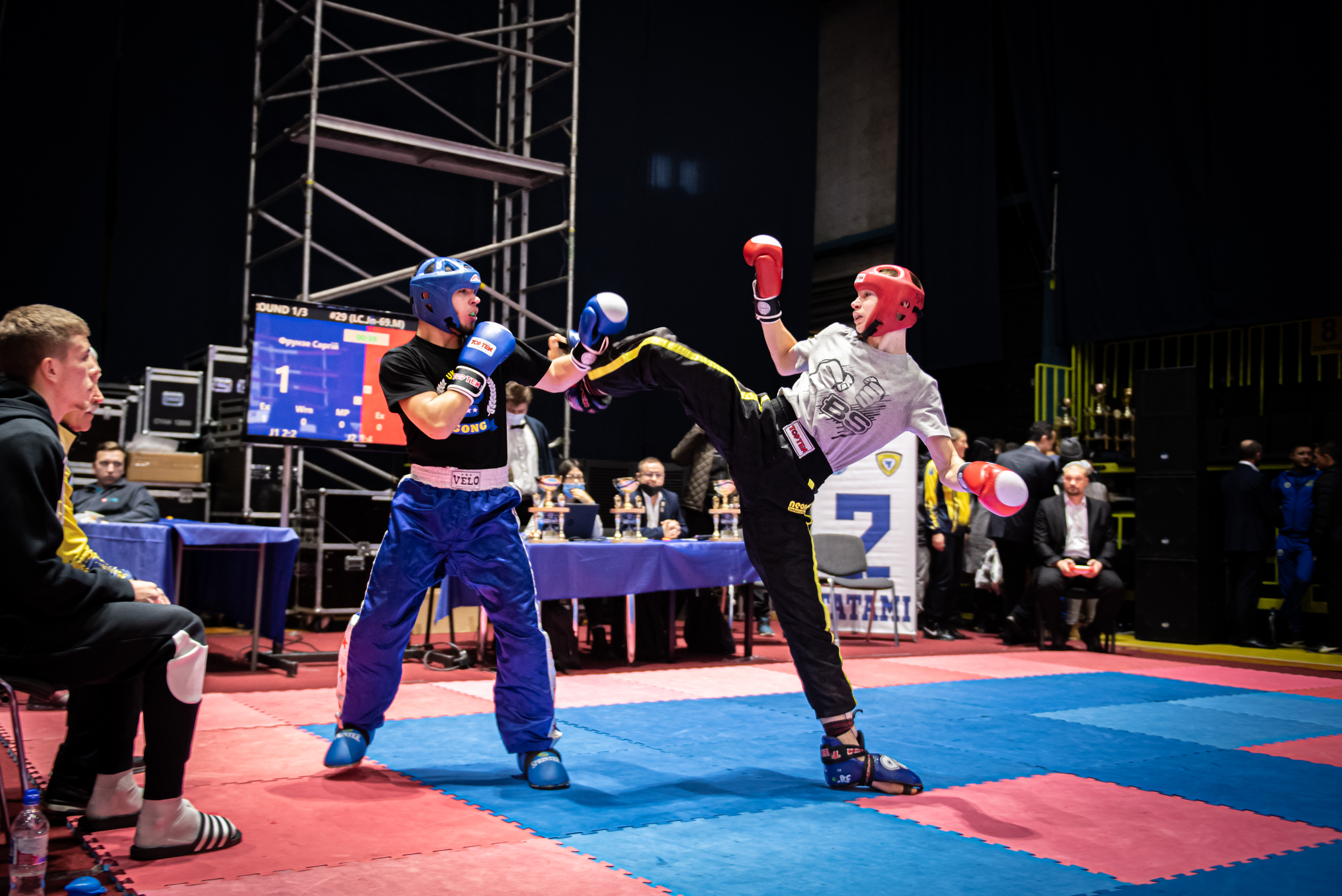
Двобій за правилами розділу Лайт-контакт

- Двобій за правилами розділу Лайт-контактКік-лайт. У порівнянні з поінт-файтингом та лайт-контактом дозволено завдавати удари гомілкою по стегнах. Удари мають бути добре контрольованими. Правила цього розділу є зручними для представників єдиноборств, де правилами дозволяється лоу-кік, наприклад, кіокушин-стилі карате.

#### Двобої в ринзі[19]

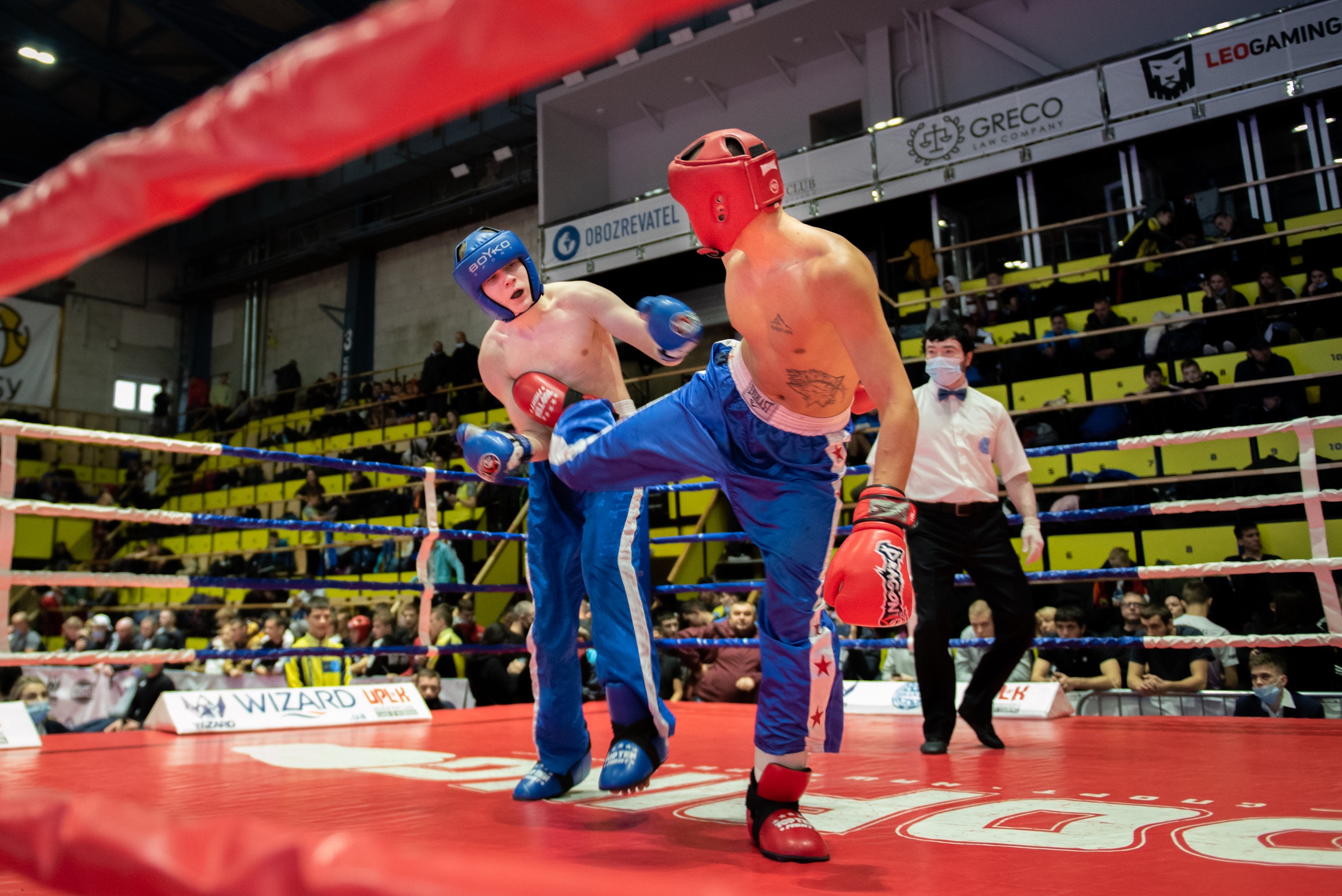
Двобій у ринзі за правилами розділу Фул-контакт

- Фул–контакт. Це розділ кікбоксингу, в якому удари руками і ногами здійснюються в дозволені зони, цілеспрямовано, швидко і сильно, створюючи повний контакт. Удари руками і ногами дозволяються в область голови спереду і збоку, в корпус (вище поясу) спереду і збоку, підсічки також допускаються. Рефері відповідає за безпеку бійців та слідуванню правилам, судді рахують дозволені удари та записують у суддівській записці або за фіксують бали за допомогою клікерів електронної системи.

- Фул-контакт з лоу-кік. Правила такі ж, як у розділі фул-контакт, однак дозволяється завдавати удари по зовнішній і внутрішній стороні стегна суперника. Заборонено бити лоу-кік в коліно і завдавати ударів по литковим м'язам. Дозволяється підсікати на рівні гомілковостопного суглобу.
- К–1 Style. Цей розділ є найбільш видовищним у кікбоксингу, фактично є аналогом «боїв без правил» у ринзі, однак пріоритетною є ударна техніка, а не прийоми боротьби. Дозволена уся техніка, однак заборонені удари ліктями; допускається тримати шию або плечі противника двома руками, щоб виконати тільки одну атаку коліном, яка має бути виконана негайно. Не допускається захоплення ноги суперника і завдання удару рукою чи ногою водночас.

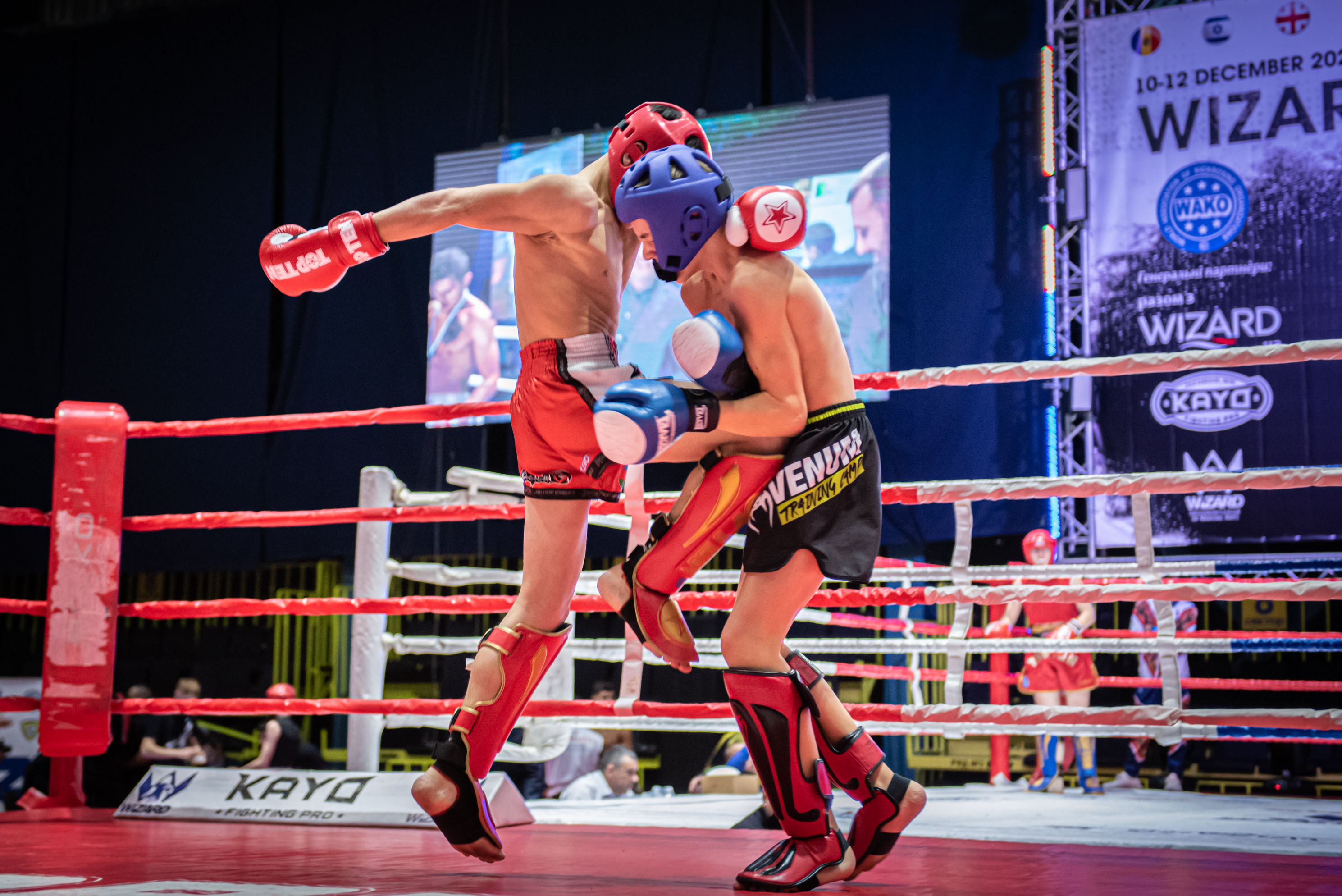
Двобій у ринзі за правилами розділу K-1 Style

#### Музичні вправи[20]
Вид  уявної  боротьби з одним або  більше суперниками, в якій виконавець використовує техніку східних бойових мистецтв під спеціально підібрану музику. Програма змагань включає три види сольних композицій:
- жорсткий стиль (карате, тхеквондо);
- м'який стиль (ряд напрямків у-шу);
- з предметами (меч, ніж, палиця, нунчаку тощо).

Судді оцінюють чистоту виконання елементів техніки, музичність, складність елементів та артистичність.

#### Креативні форми[21]
Креативні форми (англ. Creative forms) — це уявна боротьба проти одного або декількох супротивників, у яких виконавець використовує прийоми зі східних єдиноборств.
У конкурсах Creative Forms є кілька підрозділів:
- Creative open hands (без зброї),
- Creative Weapons (зі зброєю; заборонено використання гострої зброї),
- Teams (командні виступи).

Оцінюється хороша техніка, комбінації ударів руками й ногами та/або маніпуляції зі зброєю, що виконуються чисто, різкими точними рухами.

## Базова техніка
Вона включає стійку, пересування, розуміння дистанції, основні удари руками та ногами, а також захист.

### Стійка
Бойова стійка це оптимальне положення частин тіла спортсмена, при якому він може ефективно атакувати та надійно захищатися. Кікбоксери можуть вести бій як в лівосторонній, так і в правосторонній стійці, або змінювати їх впродовж поєдинку.

### Пересування та дистанції

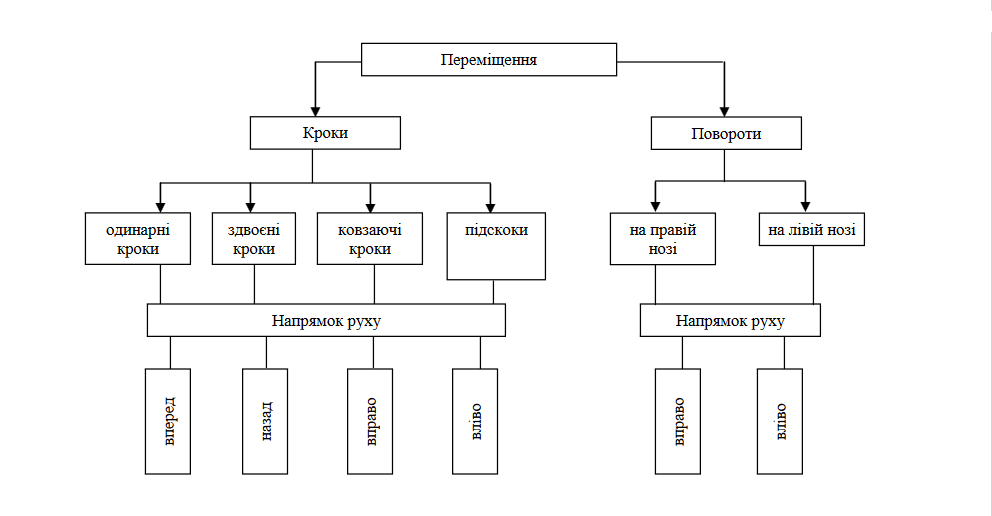
Переміщення кікбоксера у бойовій стійці

Пересування здійснюється за різними траєкторіям, як прямолінійними, так і криволінійними, їх основна мета — вибір та збереження потрібної дистанції до супротивника для атаки та захисту. До переміщеннь кікбоксера відносять одинарні, здвоєні, ковзаючі кроки, переміщення підскоком, повороти. Кікбоксер має бути в змозі вільно здійснювати переміщення у всіх напрямках, застосовуючи при цьому всі види переміщення. За допомогою одиночних, здвоєних і ковзаючих кроків, поворотів та підскоків, кікбоксери здійснюють маневрування й розвідку, зближення та атаку, відхід і контратаку, захисні дії й вихід із атаки. Пересуванням можна користуватися як фінтом й відволікати увагу противника від підготовлюваних дій. Різними кроками та підскоками можна змінювати дистанцію.
Існує три дистанції: дальня, середня та ближня. Дальня дистанція визначається відстанню, з якої кікбоксер, знаходячись у бойовій стійці, може нанести удар ногою або рукою з кроком вперед. Середня — удар ногою чи рукою без кроку вперед. Ближня — тільки короткі удари руками знизу та збоку.

### Удари руками

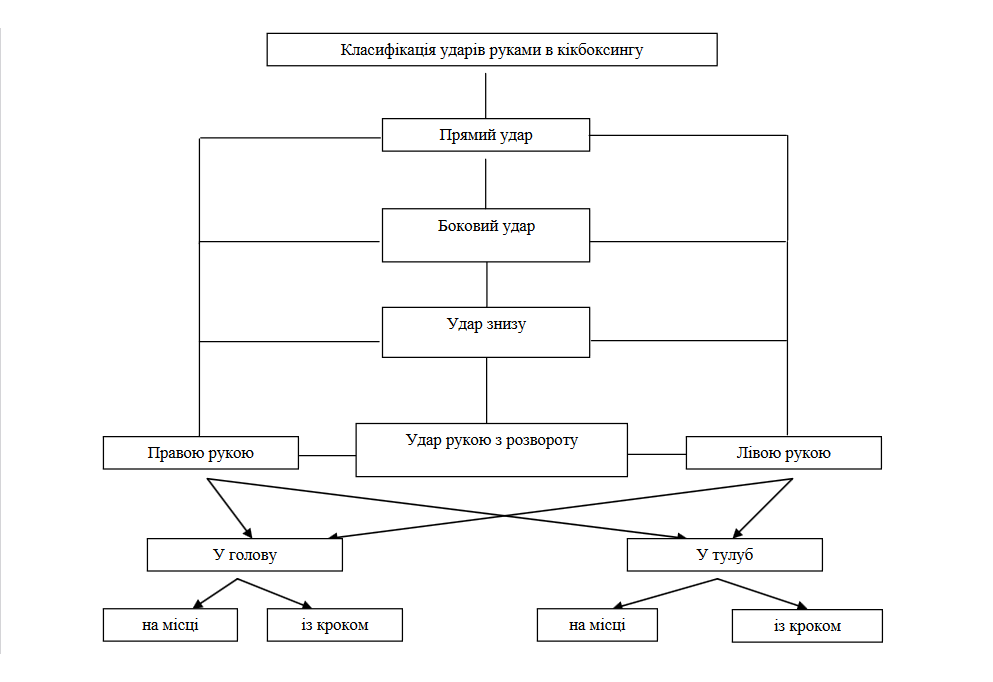
Класифікація ударів руками в кікбоксингу

Це імпульсні зворотньо-поступальні або обертальні направлені рухи руками, метою яких є досягнення зміни фізичного стану або поцілення у дозволену правилами залікову зону.
У кікбоксингу, як і в боксі, існують такі види ударів руками:
- прямий лівий та/або правий в голову і в тулуб — джеб (ближня дистанція) та панч (дальня);
- боковий лівий та/або правий в голову і тулуб — хук (ближня та середня дистанція) та свінг (дальня);
- знизу лівий та/або правий в голову і тулуб — аперкот;
- З розворотом на 360 градусів — бекфіст;
- Перехрестний удар — крос;

Прямі удари завдають, як правило, з дальньої дистанції, бокові удари та удари знизу зазвичай завдають з середньої та ближньої дистанції.

### Удари ногами

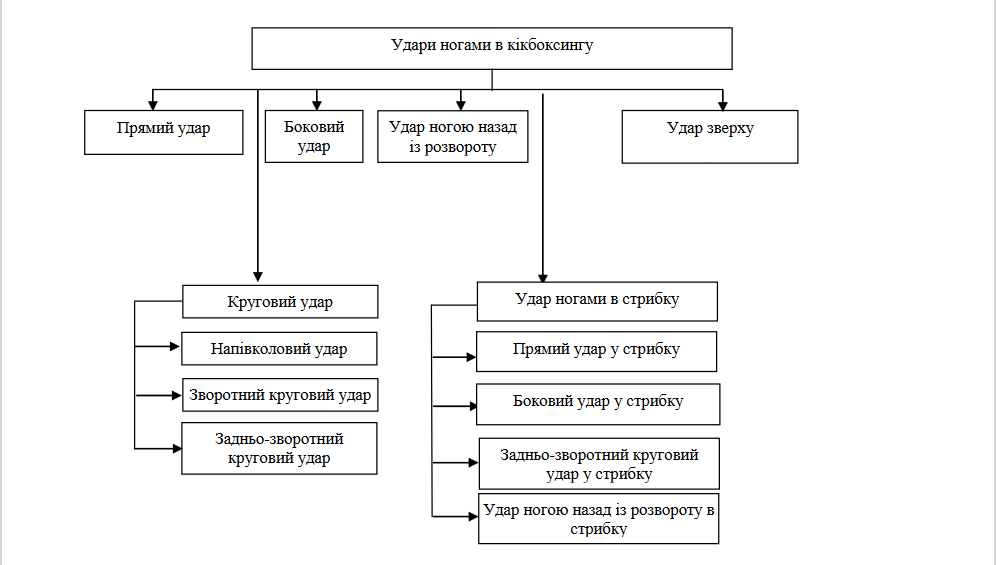
Класифікація ударів ногами в кікбоксингу

Це імпульсивні, вибухові, балістичні, з прямолінійною або криволінійною траєкторією, зворотно-поступальні рухи ніг кікбоксера, які поцілили в дозволену правилами залікову зону внутрішньою чи зовнішньою частиною стопи. Кожен удар ногою в кікбоксингу ділиться на декілька фаз — вихідне положення, винос ударної ноги, удар, повернення ударної ноги та постановка ноги в бойову позицію.

#### Види ударів ногами
- Прямий удар — фронт кік (англ. front kick);
- Удар в сторону — сайд кік (англ. side kick);
- Боковий або круговий удар — раундхаус кік (англ. roundhouse kick);
- Удар крюком — хук кік (англ. hook kick) або хіл кік (англ. heel kick);
- Рублячий удар — екс кік (англ. axe kick);
- Удар назад п'ятою — бек кік (англ. back kick);
- З розворотом на 360 градусів задньою ногою — тьорнінг хіл кік (англ. Turning Heel Kick).

| Назва удару українською                    | Англійською (кікбоксинг) | Японською (карате)    | Корейською (тхеквондо) |
| ------------------------------------------ | ------------------------ | --------------------- | ---------------------- |
| Прямий удар                                | Фронт кік                | Мае ґері              | Ап чагі                |
| Удар в сторону                             | Сайд кік                 | Йоко ґері             | Йоп чагі               |
| Круговий удар                              | Раундхаус кік            | Маваші ґері           | Доліо чагі             |
| Удар крюком                                | Хук кік                  | Ура маваші ґері       | Горо чагі              |
| Рублячий удар                              | Екс кік                  | Какато ґері           | Неріо чагі             |
| Удар назад п'ятою                          | Бек кік                  | Уширо ґері            | Твід чагі              |
| З розворотом на 360 градусів задньої ногою | Тьорнінг хіл кік         | Уширо ура маваші ґері | Панде доліо чагі       |

#### Рівні нанесення ударів
- Нижній рівень — лоу кік (англ. low kick);
- Середній рівень — мідл кік (англ. middle kick);
- Верхній рівень — хай кік (англ. high kick);
- У стрибку — джампінг кік (англ. jumping kick).

### Підсічки (фут свіпс)
Підсічки в кікбоксингу застосовують з метою вибити з-під супротивника опорну ногу для того, щоб він втратив рівновагу. Правилами кікбоксингу заборонено проведення підсічок вище рівня стопи. Підсічки в кікбоксингу поділяються на бокову, внутрішню, задню та кругову.
Бокова підсічка вибиває стопу суперника вбік так, що його ноги схрещуються, тим самим створюючи незручне положення для противника та порушуючийого рівновагу. Внутрішня підсічка — стопа супротивника вибивається зсередини назовні (стосовно його бойової стійки).
Задня підсічка — та, що «висікає» ногу супротивника з бойової стійки ззаду на перед. Кругова підсічка виконується обертом через спину, навколо опорної ноги кікбоксера, а гомілка рухається так, щоб підсікаюча нога ковзала по підлозі та вивела супротивника з рівноваги.

### Захисні дії
Захист у кікбоксингу поділяють на захист ногами та руками, захисні рухи корпусом (тулубом) та захист переміщенням.
Також його поділяють на простий і комбінований. До технічних дій простого захисту відносять відходи, стрибки, ухили, підставки, блоки, відбиви. Комбінований захист поєднує в собі, зазвичай, захист підставками й відбивами із захистом ухилами та відходами. У досвідчених спортсменів захист зазвичай поєднано з контрактакою.

## Форма для змагань

### Штани та шорти
Кікбоксери поінт-, лайт- та фулл-контакту виступають у спеціальних спортивних штанах з широкою гумкою, верхній зріз якої відмежовує область дозволених ударів, довжиною до середини щиколотки. Штани повинні бути легкими, не стискати рухів. Також у розділі поінт-файтинг спортсмен має надягати кольоровий пасок, що відповідає його рівню, згідно атестаційних норм міжнародної організації кікбоксингу, до якої він входить. Зазвичай організації кікбоксингу визнають паски, отримані в інших видах єдиноборств, наприклад, тхеквондо або карате.
У розділах фулл-контакт із лоу-кіком та К-1 бійці виступають у спеціальних шортах. І штани, і шорти повинні бути чистими, відпрасованими, не мати зовнішніх пошкоджень, застібок, кишень тощо.

### Футболки
Кікбоксери у розділі поінт-файтинг виступають у спеціальній уніформі, яка включає кікбоксерські штани та V-образну футболку. Правила лайт-контакту передбачають виступ у T-образних футболках. У кік-лайті виступають у майках без рукавів.
Кікбоксери-чоловіки, у розділах фулл-контакт, фулл-контакт з лоу-кік та К-1 б'ються з голим торсом, причому це стосується як любителів, так і професіоналів (на відміну від боксу, де з голим торсом дозволено виступати тільки профі). Вимоги до плечової форми для жінок однакові для усіх рингових розділів: це можуть бути на вибір топ, футболка чи боксерська майка.

## Екіпірування
Захистне екіпірування кікбоксера залежить від правил змагального розділу, у якому він виступає.

### Захист голови

#### Шолом
Голова має бути добре захищена з усіх боків, включаючи верхівку волосистої частини голови. Підходить шолом з гуми, амортизуючої піни EVA або інших моделей, схвалених організацією, яка проводить змагання. Для спортсменів-новачків продаються окремо прозорі маски для тренувань, які закріплюють на шоломі: вони допомагають уникнути травм і подолати страх перед ударом. Маски також є обов'язковими на міжнародних дитячих змаганнях у дисципліні поінт-файтинг (семі-контакт) — до 12-14 років (на розсуд організатора).

#### Капа
Захищає зуби та губи. Використання капи є обов'язковою вимогою для всіх змагальних розділів.

### Пахова раковина
Обов'язковою є для всіх контактних змагальних дисциплін.

### Захист рук

#### Поінт-файтинг (семі-контакт)
Для поінт-файтингу використовують рукавиці з відкритою долонню. Окрім того, на міжнародних змаганнях обов'язковим є захист ліктів.

#### Усі контактні розділи, окрім поінт-файтингу
Використовують рукавиці з закритою долонню розміру 10 OZ (10 унцій). Обов'язковою вимогою є використання еластичних бинтів.

### Захист ступні та гомілки

#### Щитки
Спеціальні щитки, виконані з піни, захищають гомілки від гематом і саден.

#### Фути (кікси)
Являють собою спеціальне взуття без подошви, яке захищає, ступню, носок та п'ятку.

#### Шингарди
Виріб, якій поєднує захист гомілки та ступні. Використовується в таких дисциплінах як кік-лайт, фул-контакт з лоу-кіком та K-1 Style.

## Олімпіада
30 листопада 2018 року Всесвітня асоціація кікбоксерських організацій (WAKO) отримала членство в Міжнародному олімпійському комітеті (МОК) на три роки, що зробило кікбоксинг тимчасово визнаним олімпійським видом спорту. У майбутньому він може претендувати на включення до програми Ігор. У багатьох ЗМІ було припущення, що кікбоксинг на Літніх Олімпійських іграх 2020 замінить бокс, однак офіційного підтвердження цієї версії не з'явилось, як не сталось і прогнозованої події.
16 грудня 2020 року стало відомо про включення кікбоксингу до переліку видів спорту, які беруть участь в Європейських іграх 2023 року (Польща, з 21 червня по 2 липня). Це є важливим кроком для олімпійських перспектив. 10 червня 2021 року Виконком МОК схвалив заявку WAKO на повне олімпійське визнання. Остаточне рішення було прийнято на сесії МОК в Токіо 20 липня 2021 року. Однак оскільки на 2024 рік програма Ігор вже розроблена, шанси в кікбоксингу є лише починаючи з 2028 року. Наразі невідомо які саме змагальні дисципліни кікбоксингу (татамі чи ринговий напрямок) увійдуть до програми Олімпіади після того, як буде прийнято остаточне рішення.

## Деякі кікбоксери України
- Батрудтінов Руслан
- Вовчанчин Ігор
- Кличко Віталій
- Крикля Роман
- Овчиннікова Олена
- Максименко Ігор
- Замятін Павло
- Безверхий Дмитро
- Демчишин Данило

## Деякі кікбоксери світу
- Семмі Схілт (Нідерланди)
- Петер Артс (Нідерланди)
- Ернесто Гост (Нідерланди)
- Бадр Харі (Марокко)